# Lophocoleus
Lophocoleus là một chi bướm đêm thuộc họ Erebidae.